# Brockdish
Brockdish is een civil parish in het bestuurlijke gebied South Norfolk, in het Engelse graafschap Norfolk met 681 inwoners.